# Opuntia pycnantha
Opuntia pycnantha ist eine Pflanzenart in der Gattung der Opuntien (Opuntia) aus der Familie der Kakteengewächse (Cactaceae). Das Artepitheton pycnantha leitet sich von den griechischen Worten pyknos für ‚kompakt‘ sowie anthos für ‚Blüte‘ ab und verweist auf die kurzen Blüten der Art.

## Beschreibung
Opuntia pycnantha wächst strauchig und bildet niedrige Matten. Die fein flaumigen, dicht bedornten, kreisrunden bis kurz länglichen Triebabschnitte sind 10 bis 18 Zentimeter lang und 8 bis 13 Zentimeter breit. Die großen Areolen stehen eng beieinander. Sie tragen gelbe bis rote, bis zu 5 Millimeter lange Glochiden. Die sieben bis zwölf ungleichen Dornen sind gelb bis hell rötlich braun und 0,5 bis 3 Zentimeter lang.
Die gelben Blüten sind rötlich überhaucht und weisen Durchmesser von 4 bis 6 Zentimeter auf. Die stark bedornten Früchte sind bis zu 4 Zentimeter lang.

## Verbreitung, Systematik und Gefährdung
Opuntia pycnantha ist im mexikanischen Bundesstaat Baja California Sur bis in Höhenlagen von 50 Metern verbreitet.
Die Erstbeschreibung durch John Merle Coulter wurde 1896 veröffentlicht.
In der Roten Liste gefährdeter Arten der IUCN wird die Art als „Least Concern (LC)“, d. h. als nicht gefährdet geführt. Die Entwicklung der Populationen wird als stabil angesehen.

## Nachweise